# Stazione meteorologica di Lampedusa Aeroporto
La stazione meteorologica di Lampedusa Aeroporto è la stazione meteorologica di riferimento per il Servizio meteorologico dell'Aeronautica Militare e per l'Organizzazione meteorologica mondiale, relativa all'isola di Lampedusa.

## Caratteristiche
La stazione meteorologica, gestita dall'ENAV, si trova nell'Italia insulare, in provincia di Agrigento, a Lampedusa, a 20 metri s.l.m. e alle coordinate geografiche 35°29′47.85″N 12°37′08.01″E.

## Medie climatiche ufficiali

### Dati climatologici 1991-2020
In base alla media trentennale di riferimento (1991-2020) per l'Organizzazione meteorologica mondiale, la temperatura media del mese più freddo, febbraio, si attesta a +13,7 °C; quella del mese più caldo, agosto, è di +27,4 °C. La temperatura media annua superiore ai 19 °C non è comparabile, vista la bassa latitudine e le spiccate caratteristiche di insularità mediterranea, a quella di nessun'altra località italiana o siciliana.
Le precipitazioni medie annue sono scarse, pari a 325 mm, distribuite mediamente in 42 giorni, con marcato minimo in primavera ed estate e picco in autunno-inverno molto contenuto.
L'umidità relativa media annua fa registrare il valore di 77,1 % con minimo di 74 % a novembre e massimi di 78 % a gennaio, a marzo, a maggio, a giugno, a luglio e ad agosto.
Il vento presenta una velocità media di 5,5 m/s, con intensità media minima di 4,4 m/s ad agosto e intensità media massima di 6,6 m/s a dicembre e a gennaio; la direzione prevalente è di tramontana nel mese di gennaio e da marzo a novembre, di maestrale a dicembre e a febbraio.
| Lampedusa aeroporto (1961-1990) | Mesi  | Mesi   | Mesi  | Mesi  | Mesi  | Mesi  | Mesi  | Mesi  | Mesi  | Mesi  | Mesi  | Mesi   | Stagioni | Stagioni | Stagioni | Stagioni | Anno  |
| Lampedusa aeroporto (1961-1990) | Gen   | Feb    | Mar   | Apr   | Mag   | Giu   | Lug   | Ago   | Set   | Ott   | Nov   | Dic    | Inv      | Pri      | Est      | Aut      | Anno  |
| ------------------------------- | ----- | ------ | ----- | ----- | ----- | ----- | ----- | ----- | ----- | ----- | ----- | ------ | -------- | -------- | -------- | -------- | ----- |
| T. max. media (°C)              | 15,8  | 15,4   | 16,7  | 18,6  | 21,9  | 25,6  | 28,4  | 29,6  | 27,6  | 24,7  | 20,6  | 17,3   | 16,2     | 19,1     | 27,9     | 24,3     | 21,8  |
| T. min. media (°C)              | 12,5  | 11,9   | 13,0  | 14,6  | 17,5  | 21,1  | 23,8  | 25,1  | 23,6  | 21,0  | 17,4  | 14,2   | 12,9     | 15,0     | 23,3     | 20,7     | 18,0  |
| Precipitazioni (mm)             | 42,6  | 29,7   | 23,6  | 21,5  | 6,0   | 2,3   | 1,0   | 2,8   | 15,5  | 59,3  | 69,3  | 51,5   | 123,8    | 51,1     | 6,1      | 144,1    | 325,1 |
| Giorni di pioggia               | 7     | 5      | 4     | 3     | 1     | 1     | 0     | 0     | 2     | 6     | 6     | 7      | 19       | 8        | 1        | 14       | 42    |
| Umidità relativa media (%)      | 78    | 76     | 78    | 76    | 78    | 78    | 78    | 78    | 77    | 77    | 74    | 77     | 77       | 77,3     | 78       | 76       | 77,1  |
| Vento (direzione-m/s)           | N 6,6 | NW 6,4 | N 6,2 | N 5,9 | N 5,3 | N 5,0 | N 4,6 | N 4,4 | N 4,6 | N 5,0 | N 5,8 | NW 6,6 | 6,5      | 5,8      | 4,7      | 5,1      | 5,5   |

## Valori estremi

### Temperature estreme mensili dal 1960 ad oggi
Nella tabella sottostante sono riportate le temperature massime e minime assolute mensili, stagionali ed annuali dal 1960 ad oggi, con il relativo anno in cui queste sono state registrate. Nel periodo esaminato, la temperatura massima assoluta ha raggiunto i +37,8 °C nell'agosto 2006, mentre la minima assoluta ha toccato i +2,8 °C nel gennaio 1981.
| Lampedusa aeroporto (1960-2023) | Mesi        | Mesi        | Mesi        | Mesi        | Mesi        | Mesi        | Mesi        | Mesi        | Mesi        | Mesi        | Mesi        | Mesi        | Stagioni | Stagioni | Stagioni | Stagioni | Anno |
| Lampedusa aeroporto (1960-2023) | Gen         | Feb         | Mar         | Apr         | Mag         | Giu         | Lug         | Ago         | Set         | Ott         | Nov         | Dic         | Inv      | Pri      | Est      | Aut      | Anno |
| ------------------------------- | ----------- | ----------- | ----------- | ----------- | ----------- | ----------- | ----------- | ----------- | ----------- | ----------- | ----------- | ----------- | -------- | -------- | -------- | -------- | ---- |
| T. max. assoluta (°C)           | 21,6 (1966) | 23,0 (1960) | 25,0 (2001) | 27,2 (2024) | 33,9 (2006) | 37,7 (2003) | 36,4 (1984) | 37,8 (2006) | 34,7 (2008) | 33,9 (2020) | 27,6 (1963) | 23,0 (2010) | 23,0     | 33,9     | 37,8     | 34,7     | 37,8 |
| T. min. assoluta (°C)           | 2,8 (1981)  | 4,0 (1962)  | 5,4 (1966)  | 7,4 (1967)  | 11,0 (1961) | 14,1 (2007) | 17,4 (1969) | 18,0 (1978) | 16,3 (2004) | 10,7 (2007) | 7,6 (1971)  | 4,4 (1986)  | 2,8      | 5,4      | 14,1     | 7,6      | 2,8  |